# Dheune
La Dheune est une rivière française qui coule dans les départements de Saône-et-Loire et de la Côte-d'Or, dans la région Bourgogne-Franche-Comté. Longue de 76,5 km,, c'est un affluent de la Saône en rive droite. Son cours supérieur alimente pendant une trentaine de kilomètres le canal du Centre en amont de Chagny.

## Cours

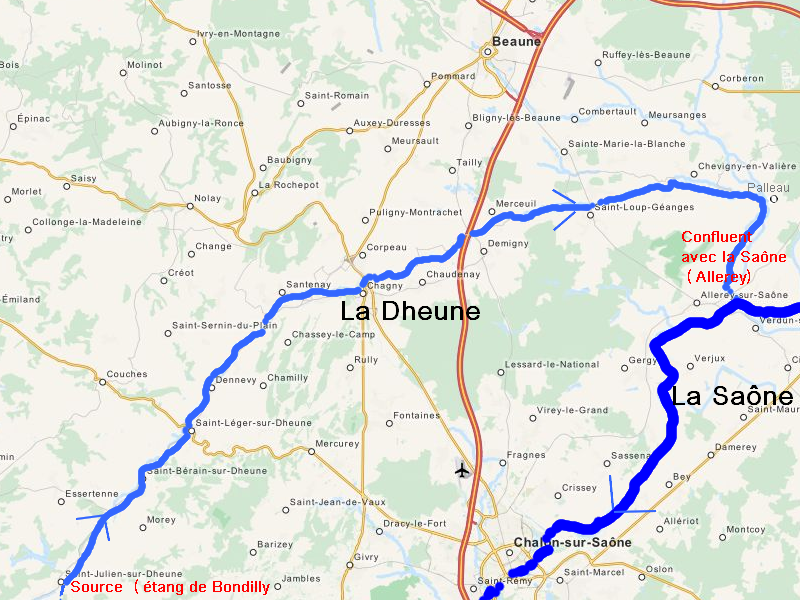
Tracé du cours de la Dheune

La Dheune prend sa source à l’étang de Bondilly (parfois confondu avec l'étang du Long-Pendu) entre Montchanin et Saint-Julien-sur-Dheune, à une altitude de 304 m. Prisonnière sur une bonne partie de son cours du fossé tectonique de Blanzy, elle s’écoule ensuite dans un axe nord-ouest / sud-est jusqu’à Chagny en alimentant le canal du Centre puis vers Palleau avec une pente très faible qui crée de nombreux méandres et des débordements hivernaux fréquents. La rivière nonchalante se réoriente alors vers le sud au contact des terrasses alluviales et rejoint finalement la Saône à Allerey-sur-Saône (au hameau de Chauvort), quelques centaines de mètres en aval du confluent du Doubs et de la Saône à Verdun-sur-le-Doubs, à une altitude de 175 m. Le bassin versant de la Dheune, d'une superficie de 1 039 km2, s'étend au nord de la Saône-et-Loire et au sud du départements de la Côte d’Or. Ses principaux affluents, tous rive gauche, sont la Creuse, venant de Couches, la Cozanne venant de Nolay, l'Avant-Dheune venant de Pommard et la Bouzaise nourrie du Meuzin, venant du secteur de Beaune. 

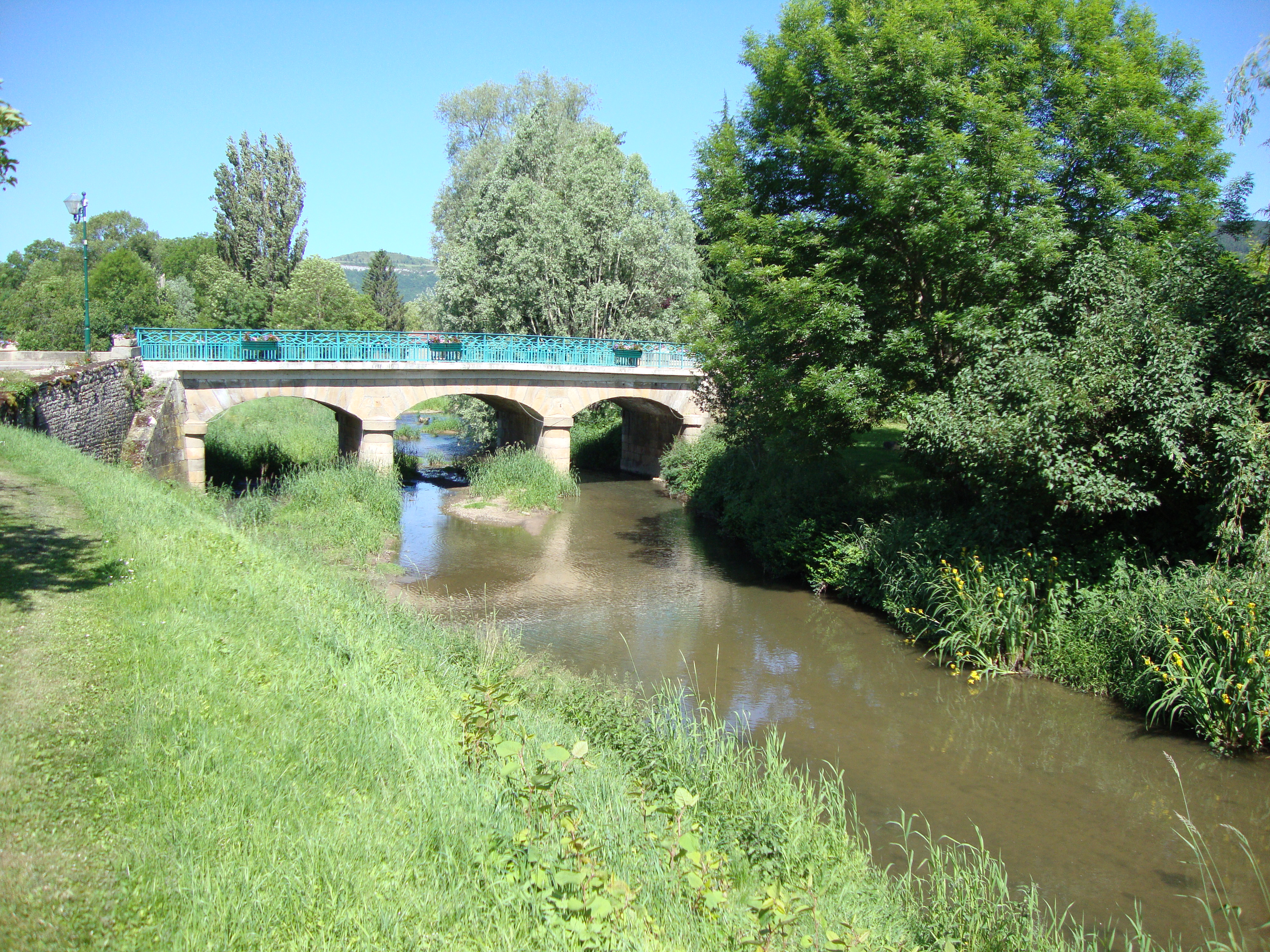
Pont sur la Dheune à Santenay.

La Dheune a depuis longtemps (XVe – XVIe siècles) retenu l'attention des ingénieurs par l'orientation de son cours vers la Saône qui permettait d'envisager une liaison entre le sillon rhodanien et la Méditerranée d'une part, et l'Atlantique ou la Manche d'autre part par la vallée de la Bourbince, affluent de la Loire, elle-même reliée à la Seine depuis 1642 par le canal de Briare. Le projet élaboré par l'ingénieur Émiland Gauthey, approuvé en 1782 et réalisé de 1784 à 1791/1793 sous son autorité, est devenu le canal du Centre (dit aussi canal du Charolais) avec un canal latéral à la Bourbince de Digoin à Montceau-les-Mines, un canal à bief de partage de Montceau à Saint-Julien-sur-Dheune, un canal latéral à la Dheune de Saint-Julien à Chagny, un canal de jonction par dérivation de la Dheune vers la Thalie par la tranchée de Chagny de Chagny à Rully et un canal latéral à la Thalie de Rully à Chalon-sur-Saône. À l'initiative d’Émiland Gauthey, on a préféré le tracé le plus court en ne suivant pas le cours inférieur de la Dheune : celui-ci manquait de profondeur et présentait de grandes variations de débit (sécheresse et inondations) avec de nombreux méandres et parfois plusieurs bras, de plus la rivière n'aboutissait pas à un port. Seule l'ultime partie (7,5 kilomètres) était navigable après l'apport de la Bouzaise et du Meuzin (venus du pays Beaunois) au confluent de Palleau comme en témoigne la toponymie du hameau dont le nom de « Port de Palleau » est resté. La rivière rejoignait ici l'antique voie romaine de Chalon à Langres. La Dheune n'a que quelques mètres de large en deçà de Chagny où le canal latéral interfère dans son alimentation, elle s'élargit ensuite dans la plaine, mesurant jusqu'à une quinzaine de mètres de large à son maximum après Palleau, mais sa profondeur reste limitée à son étiage moyen (moins d'un mètre).

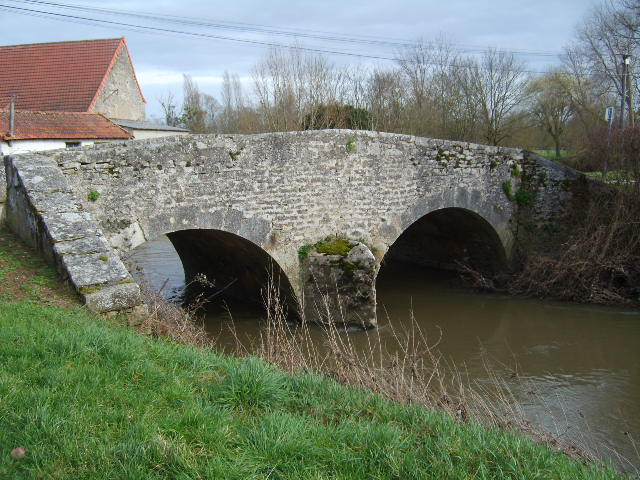
Pont pluriséculaire sur la Dheune à Chaudenay (hameau de Mimande).

La vallée de la Dheune offre essentiellement des activités agricoles qui associent la culture des céréales et l'élevage de bovins charolais mais aussi la viticulture dans le pays des Maranges ou à Santenay. La petite ville de Chagny, étape importante sur la route Beaune/Autun-Chalon et sur la voie ferrée Dijon-Chalon, a profité aussi pendant près de deux siècles du transport fluvial sur le canal du Centre. Cette activité s'est réduite aujourd'hui à la navigation de plaisance mais la ville maintient un secteur industriel notable avec ses tuileries et ses moulins. La variété des paysages traversés (vallée resserrée et plans d'eau dans son cours supérieur, vignoble et plaine agricole dans la partie aval) et la présence du Canal du Centre (navigation de plaisance et eurovéloroute) constituent avec la proximité du Vignoble de la côte de Beaune et de la plaine de Saône (Verdun-sur-le-Doubs, Chalon-sur-Saône) des atouts touristiques importants pour la vallée de la Dheune.

## Hydrologie
Le module de la Dheune, calculé à Palleau localité toute proche de son embouchure, sur 19 ans (de 1990 à 2008), est de 6,79 m3/s pour une surface de bassin de 985 km2.
La rivière présente d'assez importantes fluctuations saisonnières de débit, avec des hautes eaux hivernales portant le débit mensuel moyen au niveau de 11,1 à 14,2 m3 de décembre à mars inclus, et des maigres de fin d'été, en août-septembre, entraînant une baisse du débit moyen mensuel jusqu'à 1,51 m3 en moyenne au mois d'août.

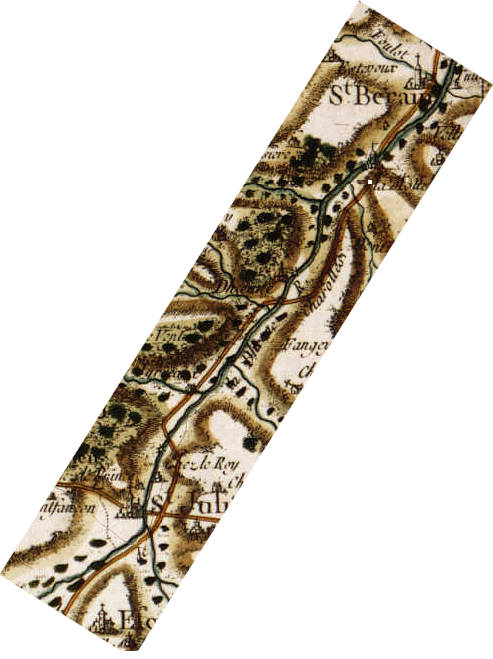
L'ancien tracé du lit de la Dheune sur la carte de Cassini.

### Étiage ou basses eaux
Le VCN3 peut chuter jusque 0,100 m3, en cas de période quinquennale sèche, soit 100 litres par seconde, ce qui est fort bas et peut être considéré comme sévère.

### Crues
Les crues sont relativement importantes. En effet, le débit instantané maximal enregistré a été de 85,4 m3/s le 20 janvier 2004, tandis que la valeur journalière maximale était de 89,6 m3/s le 24 février 1999. Le QIX 10 est de 74 m3/s, le QIX 20 de 84 m3. Les QIX 2 et QIX 5 valent quant à eux respectivement 47 et 63 m3. Quant au QIX 50, il n'a pas été calculé faute d'une durée d'observation suffisante.

### Lame d'eau et débit spécifique
La Dheune n'est pas une rivière très abondante, du moins dans le contexte du bassin versant de la Saône, en moyenne fort arrosé. La lame d'eau écoulée dans le bassin versant de la rivière est de 219 millimètres annuellement, ce qui est fort modéré, nettement inférieur à la moyenne française, tous bassins confondus (320 millimètres), et surtout largement inférieur à la moyenne du bassin de la Saône (501 millimètres à Lyon). Le débit spécifique (ou Qsp) atteint 6,9 litres par seconde et par kilomètre carré de bassin.